# 金積驥
金積驥（日语：ジャックドール），是日本純種競賽馬匹。生涯活躍於中距離賽事，曾贏得贏得2022年金鯱賞和札幌紀念，以及在2023年奪得大阪盃冠軍。

## 出賽前
2018年4月8日出生於北海道日高町皇冠日高牧場，於2019年時被馬主前原敏行於拍賣會中以3456萬日圓購入。
其後交由栗東訓練中心練馬師藤岡健一訓練。

## 競賽生涯

### 2歲
2020年12月6日出戰中山競馬場2歲新馬戰，由齋藤新策騎，最終於直路被對手超越下獲得第二。
其後出戰2歲未勝利戰，改由練馬師藤岡健一之子藤岡祐介策騎，再次獲得第二。

### 3歲
2021年首戰爲3歲未勝利戰，於其中採用先行戰術並於比賽中段進佔領先位置，最終於直路上不斷加速之下成功拋離第二名9馬位獲得首勝。
其後出戰東京優駿（日本打吡）前哨戰主席錦標，比賽途中雖然一直領放，但於直路上稍見力弱，被對手超越下最終獲得第五。
放草過後於9月11日出戰3歲以上一捷馬戰，成功於先頭保持優勢之餘更於直路跑出全場最快末腳，最終以2馬位優勢奪冠。
其後分別濱名湖特別及歡迎錦標，均於其中發揮良好表現獲得勝利，成功突破捷馬賽級別進入公開賽級別。

### 4歲
2022年首戰爲表列賽白富士錦標，於其一放到底之下以1 1/2馬位拋離第二的頌讚導航奪得冠軍。
3月13日出戰金鯱賞，再次採用領放戰術帶領馬群，於直路上更跑出全場第三快末腳，最終成功拋離第二的麗冠花環2 1/2馬位，以破紀錄的1分57.2秒的時間奪得首個分級賽冠軍。
4月3日出戰大阪盃，僅次上年度日本馬王樂透心獲得第二人氣，是次比賽被視爲兩匹賽駒的強強對決。比賽開始後，其隨即搶佔位置快放，以前1000米58.8秒的超快步速帶領馬群，並一直保持領先直至直路最後200米。但此時受到右後腳蹄鐵跌落影響，轉趨力弱下被後方馬匹超越，最終以第五完賽。
放草過後於8月21日出戰札幌紀念，成爲繼維多利亞一哩賽冠軍純淨之輝及杜拜草地大賽冠軍本初之海後的第三人氣。比賽開始後，因本初之海搶佔位置快放，因而金積驥放棄領放而於第四的位置推進。進入直路後，其把握機會加速衝刺進佔先頭位置，並於終點線前成功超越本初之海再度奪得分級賽冠軍。
10月30日出戰秋季天皇賞，其再次無視本初之海於前方的快放，停留於約莫第四的位置推進。進入直路後，前方的本初之海仍然領先主馬群10馬位，即使金積驥奮力加速，然而未能有效地縮窄差距。最終於其未能追上本初之海下，再被外檔的春秋分及內欄的野田猛鯨超越，以第四完賽。
其後陣營宣佈安排其遠征香港出戰香港盃，並改由武豐策騎。比賽開始後，其由於未能搶佔有利位置，需要於中團開始推進，最終未能進一步加速下以第七落敗。

### 5歲
2023年首戰爲大阪盃，僅次上年度兩冠馬雌馬星映天下獲得第二人氣。比賽開始後，其隨即以前1000米58.9秒的超高步速快放，並於通過第四彎道時繼續加速，成功擺脫處於先頭位置的野田小子的追擊。進入直路後，其勢頭並未減弱，反而可以繼續保持速度加速衝刺，最終成功於終點線前阻止後上馬星映天下的威脅，以鼻位壓過對手之餘亦以1分57.4秒的破紀錄時間奪得首個一級賽冠軍，亦領騎師武豐以54歲之年齡成爲贏得一級賽時最年長的騎師。

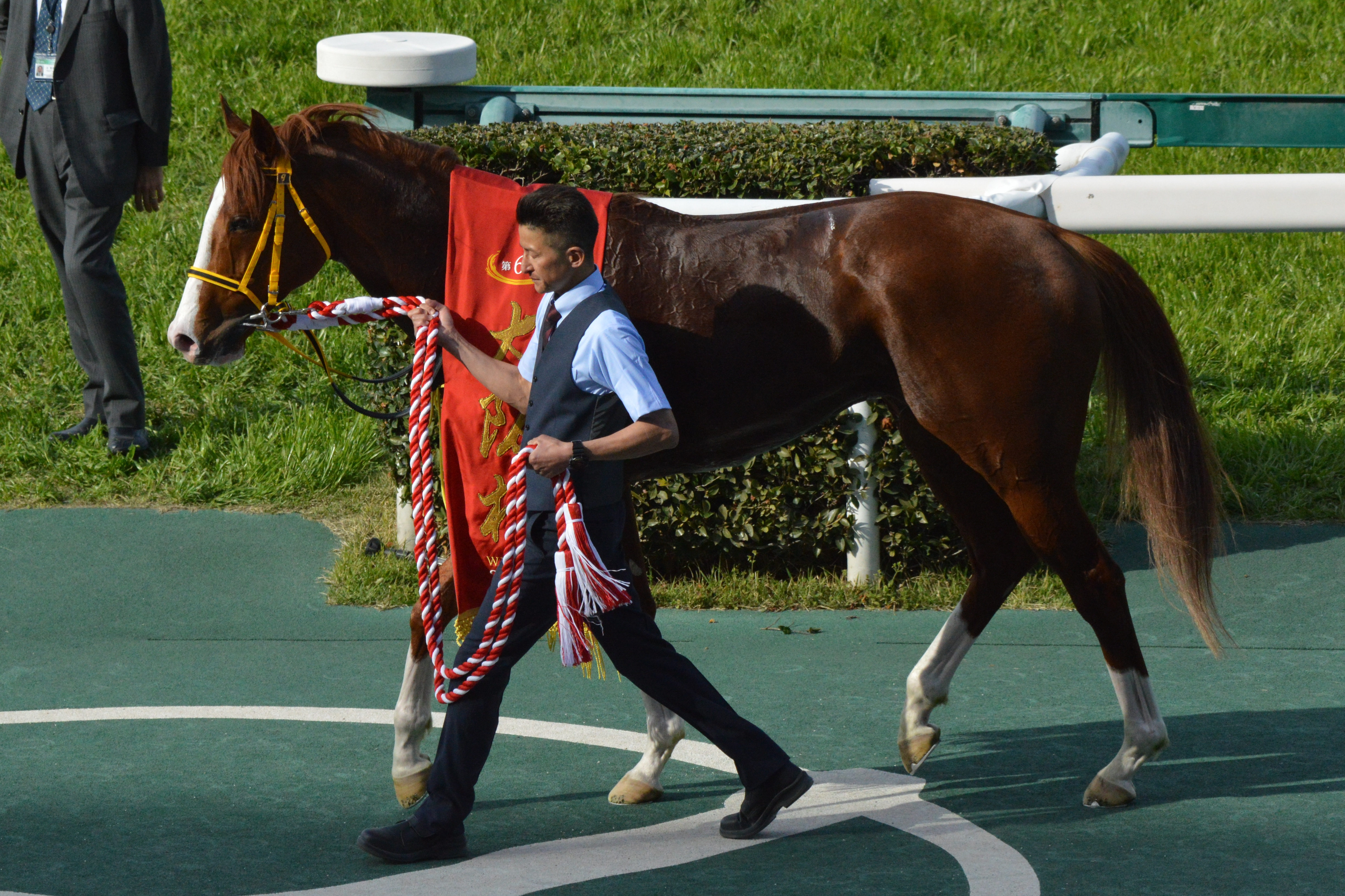
大阪盃頒獎儀式

6月4日出戰安田紀念，爲其首次出戰非2000米路程的賽事。比賽途中，由於紅瑪瑙以更快的速度搶佔先頭，因而其選擇於第二的位置跟隨節奏推進。進入直路後，其趁紅瑪瑙失速的瞬間進佔位置並一度領先，但於最後關頭被前人足跡、秀逸小島、速度大師及地神力超越，最終以第五完賽。
其後於8月出戰札幌紀念以連霸爲目標，於賽前獲得第一人氣。比賽開始後，其並未如往常一樣搶佔第一或第二的位置，而是保持自身於皇室徽號、非洲寶金及瑪蓮必勝後方約莫第四的位置逐步推進。進入直路後，其仍然處於前方的有利位置，然而受到軟地影響加上自身開始力弱，最終無法最大程度衝刺下以第六完賽。
10月29日出戰秋季天皇賞，由於主戰騎師武豐於賽前決定策騎勝局在望，因而由之前經已合作過的騎師藤岡佑介執繮繩。比賽開始後，其迅速由外檔位置閃入內欄進行領放，並於比賽初段一直和後方馬匹保持約莫1至2馬位的距離。然而進入直路後，其因爲比賽初段搶佔位置的動作浪費過多體力，最終體力不支下不斷被後方賽駒超越，最終沉底以包尾第十一完賽。

### 6歲
進入2024年，陣營原定於年初安排其遠征沙特阿拉伯以沙特盃作為目標，然而於1月17日被發現右前腳患有肌腱炎，初步判斷完全康復需時9個月，因而即時進入休養狀態。

### 7歲
2025年原定計劃在春季復出，然而調整時被發現右前腳出現發現徵狀，詳細檢查過後確認為肌腱炎復發，最終於陣營協商後退役。

### 詳細賽績
| 日期       | 舉辦國家/地區 | 馬場 | 距離   | 級別 | 賽事名稱      | 負重 | 騎師     | 馬號 | 出馬 | 名次 | 時間    | 頭馬（二馬）    |
| ---------- | ------------- | ---- | ------ | ---- | ------------- | ---- | -------- | ---- | ---- | ---- | ------- | --------------- |
| 6/12/2020  | 日本          | 中山 | 草2000 |      | 2歲新馬       | 54   | 齋藤新   | 14   | 16   | 2    | 2:05.3  | Aoi Sho         |
| 27/12/2020 | 日本          | 阪神 | 草2000 |      | 2歲未勝利     | 55   | 藤岡佑介 | 2    | 16   | 2    | 2:01.6  | 喜驚艷          |
| 25/4/2021  | 日本          | 阪神 | 草2000 |      | 3歲未勝利     | 56   | 藤岡佑介 | 12   | 15   | 1    | 2:00.3  | （Gravite）     |
| 8/5/2021   | 日本          | 東京 | 草2000 | L    | 主席錦標      | 56   | 三浦皇成 | 1    | 14   | 5    | 1:59.9  | 馬之王          |
| 11/9/2021  | 日本          | 中京 | 草2000 |      | 3歲以上一捷馬 | 54   | 藤岡佑介 | 2    | 12   | 1    | 1:59.4  | （Wind Ripper） |
| 3/10/2021  | 日本          | 中京 | 草2000 |      | 濱中湖特別    | 55   | 藤岡康太 | 7    | 8    | 1    | 2:01.5  | （北世界）      |
| 28/11/2021 | 日本          | 東京 | 草2000 |      | 歡迎錦標      | 55   | 藤岡佑介 | 13   | 16   | 1    | 1:58.4  | （心動回憶）    |
| 29/1/2022  | 日本          | 東京 | 草2000 | L    | 白富士錦標    | 55   | 藤岡佑介 | 4    | 14   | 1    | 1:57.4  | （頌讚導航）    |
| 13/3/2022  | 日本          | 中京 | 草2000 | GII  | 金鯱賞        | 56   | 藤岡佑介 | 3    | 13   | 1    | 1:57.2  | （麗冠花環）    |
| 3/4/2022   | 日本          | 阪神 | 草2000 | GI   | 大阪盃        | 57   | 藤岡佑介 | 4    | 16   | 5    | 1:58.9  | 菜圃向榮        |
| 21/9/2022  | 日本          | 札幌 | 草2000 | GII  | 札幌紀念      | 57   | 藤岡佑介 | 4    | 16   | 1    | 2:01.2  | （本初之海）    |
| 30/10/2022 | 日本          | 東京 | 草2000 | GI   | 秋季天皇賞    | 58   | 藤岡佑介 | 9    | 15   | 4    | 1:57.8  | 春秋分          |
| 11/12/2022 | 香港          | 沙田 | 草2000 | GI   | 香港盃        | 57   | 武豐     | 3    | 12   | 7    | 2:00.84 | 浪漫勇士        |
| 2/4/2023   | 日本          | 阪神 | 草2000 | GI   | 大阪盃        | 58   | 武豐     | 9    | 16   | 1    | 1:57.4  | （星映天下）    |
| 4/6/2023   | 日本          | 東京 | 草1600 | GI   | 安田紀念      | 58   | 武豐     | 3    | 18   | 5    | 1:31.7  | 前人足跡        |
| 20/8/2023  | 日本          | 札幌 | 草2000 | GII  | 札幌紀念      | 58   | 武豐     | 5    | 15   | 6    | 2:03.2  | 先見            |
| 29/10/2023 | 日本          | 東京 | 草2000 | GI   | 秋季天皇賞    | 58   | 藤岡佑介 | 10   | 11   | 11   | 1:58.4  | 春秋分          |

### 退役後
退役後，金積驥成為了配種馬，於北海道日高町Aisling Japan休養，在2025年進行配種。首批子嗣將於2026年出生。首批子嗣可於2028年出賽。

## 血統簡介
父系滿樂時爲日本賽駒，生涯戰績彪炳，於一哩及中距離賽均有表現，曾勝出香港一哩錦標、香港盃及秋季天皇賞等六項一級賽。祖父銀幕英雄亦爲日本賽駒，生涯戰績不俗，曾勝出一級賽日本盃。
母系Ravarino爲美國生產的英國賽駒，生涯戰績不佳，出戰八場賽事僅勝出兩場。外祖父Unbridled's Song爲美國賽駒，生涯戰績不俗，曾勝出一級賽育馬者盃兩歲馬大賽，退役後亦有優勢的配種成績。

### 血統表
| 父線：雷弼圖系（Hail to Reason系）       |                                 |                 |                  |
| 種馬 滿樂時 2011年（棗色）               | 銀幕英雄 2004年（栗色）         | 草上飛          | Silver Hawk      |
| 種馬 滿樂時 2011年（棗色）               | 銀幕英雄 2004年（栗色）         | 草上飛          | Ameriflora       |
| 種馬 滿樂時 2011年（棗色）               | 銀幕英雄 2004年（栗色）         | Running Heroine | 週日寧靜         |
| 種馬 滿樂時 2011年（棗色）               | 銀幕英雄 2004年（栗色）         | Running Heroine | Dyna Actress     |
| 種馬 滿樂時 2011年（棗色）               | Mejiro Frances 2001年（棗色）   | 嘉年傑          | 鞍匠井           |
| 種馬 滿樂時 2011年（棗色）               | Mejiro Frances 2001年（棗色）   | 嘉年傑          | Detroit          |
| 種馬 滿樂時 2011年（棗色）               | Mejiro Frances 2001年（棗色）   | Mejiro Monterey | Mogami           |
| 種馬 滿樂時 2011年（棗色）               | Mejiro Frances 2001年（棗色）   | Mejiro Monterey | Mejiro Quincey   |
| 繁殖雌馬 Ravarino 2004年（栗色）         | Unbridled's Song 1993年（灰色） | Unbridled       | Fappiano         |
| 繁殖雌馬 Ravarino 2004年（栗色）         | Unbridled's Song 1993年（灰色） | Unbridled       | Gana Facil       |
| 繁殖雌馬 Ravarino 2004年（栗色）         | Unbridled's Song 1993年（灰色） | Trolley Song    | Caro             |
| 繁殖雌馬 Ravarino 2004年（栗色）         | Unbridled's Song 1993年（灰色） | Trolley Song    | Lucky Spell      |
| 繁殖雌馬 Ravarino 2004年（栗色）         | Sous Entendu 1987年（栗色）     | Shadeed         | 尼真斯基         |
| 繁殖雌馬 Ravarino 2004年（栗色）         | Sous Entendu 1987年（栗色）     | Shadeed         | Continual        |
| 繁殖雌馬 Ravarino 2004年（栗色）         | Sous Entendu 1987年（栗色）     | It's in the Air | 淘金者           |
| 繁殖雌馬 Ravarino 2004年（栗色）         | Sous Entendu 1987年（栗色）     | It's in the Air | A Wind is Rising |
| 雌系：A Wind is Rising系（號族：4-k）    |                                 |                 |                  |
| 五代內近親交配：淘金者 4×5、北地舞人 5×5 |                                 |                 |                  |

## 命名由來
名字中，Jack（ジャック）是歐美常見男性名字，香港取音譯，翻譯為「積驥」，d'Or（ドール）則於法語中帶有黃金之意思。

## 外部連結
- 金積驥 netkeiba.com （页面存档备份，存于）
- 血統表 （页面存档备份，存于）